# Miyavi
Miyavi (雅, Miyabi; 14 september 1981, geboren als Takamasa Ishihara (石原貴雅, Ishihara Takamasa), is een Japanse solorockartiest uit Osaka die vroeger actief was als gitarist van de indie-visualkeiband Dué le quartz. Miyavi is geboren en getogen in Japan en is half Koreaans. In 2007 vormde hij een groep genaamd S.K.I.N samen met Yoshiki (X Japan), Gackt en Sugizo (Luna Sea).

## Biografie

### Beginjaren
Miyavi werd geboren in 1981 in Konohana-ku (Osaka) en is later verhuisd naar Kawanishi, Hyōgo.
Miyavi vertelde, dat hij als kind altijd al geïnteresseerd was in voetbal.
Toen hij 15 was besloot hij een gitaar te kopen, en niet veel later nadat hij een blessure had opgelopen bij voetbal (waardoor hij niet meer kon voetballen) besloot hij muziek te gaan schrijven.

### Dué le quartz (1999-2002)
Toen Miyavi in 1999, 17 was sloot hij zich aan bij de visual kei band Dué le quartz.
Waar hij onder de naam Miyabi meespeelde.
Echter stopte de band in 2002 en besloot Miyavi solo verder te gaan.
Hij veranderde zijn naam van Miyabi naar Miyavi.
Op 14 maart 2009 is hij getrouwd met de Japanse popzangeres Melody, en op 29 juli 2009 hebben zij een dochter gekregen, genaamd Lovelie Miyavi Ishihara, op 21 oktober 2010 hebben zij hun tweede dochter gekregen, genaamd Jewelie Aoi Ishihara.
- Bibsys: 15036062
- Bibliothèque nationale de France: cb16513692x (data)
- Gemeinsame Normdatei: 1015186548
- International Standard Name Identifier: 0000 0001 2036 896X
- Library of Congress Control Number: no2015051845
- MusicBrainz: 63ba8239-cac4-402c-bef6-f26da4881da4
- Nationale Bibliotheek van Tsjechië: xx0137203
- Virtual International Authority File: 171205026